# Francesco de’ Ficoroni
Francesco de’ Ficoroni (* 1664 in Lugnano; † 25. Januar 1747 in Rom) war einer der bekanntesten italienischer Antiquare der ersten Hälfte des 18. Jahrhunderts.

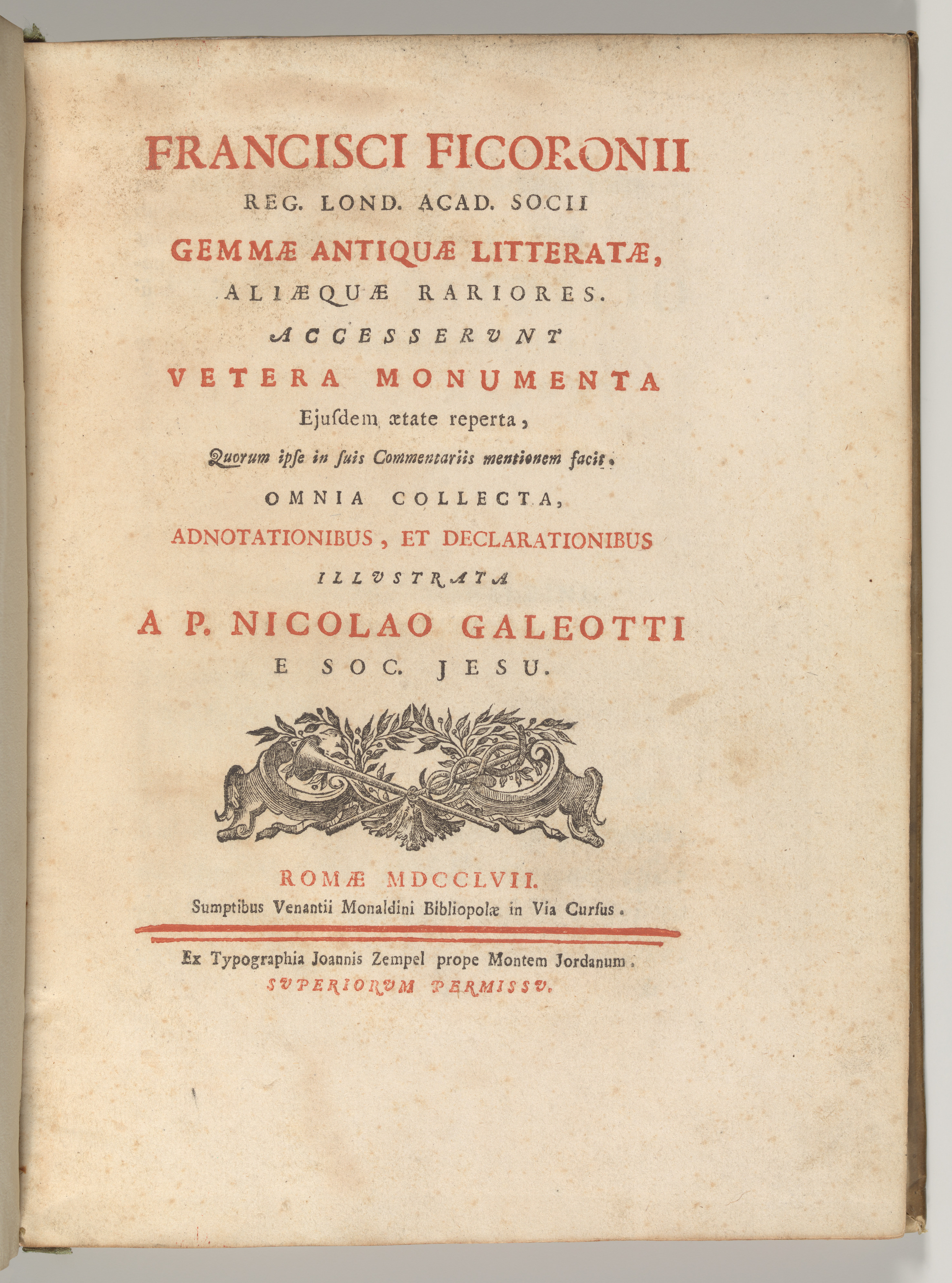
Gemmae Antiquae Litteratae (1757)

## Leben
Als Fremdenführer zeigte er Rom unter anderem Francesco Bianchini, Ridolfino Venuti, Philipp von Stosch, Joseph Addison und Andrew Fountaine. Zwischen 1705 und 1710 führte er Ausgrabungen an der Via Appia durch.
Die nach Ficoroni benannte Ficoronische Ciste ist das größte, bekannteste und auch das einzige, von Novios Plautios, signierte Exemplar unter den jüngeren Praenestiner Cisten. 